# Schmier
Schmier de son vrai nom Marcel Schirmer est un chanteur allemand de thrash metal né le 22 décembre 1966.

## Biographie
Schmier fonde le groupe Destruction en 1982, il est l'un des plus influents en Allemagne. En 1989 après quatre albums, il quitte le groupe.
Le groupe continue en 1993, sans Schmier. Pendant ce temps, celui-ci est membre d'un nouveau groupe, Headhunter. En 1999, Schmier réintègre Destruction.
Il fait aussi partie de Bassinvaders, en 2008, avec Tom Angelripper, Markus Grosskopf et Peter Wagner.